# Золотой глобус
«Золото́й гло́бус» (англ. Golden Globe Award) — американская премия, присуждаемая Голливудской ассоциацией иностранной прессы с 1944 года за работы в кинофильмах и телевизионных картинах. Премия «Золотой глобус» вручается каждый год в январе по результатам голосования примерно 90 международных журналистов, живущих в Голливуде. В американской киноиндустрии считается второй по престижу премией после «Оскара».

## История
История премии «Золотой глобус» берёт начало в 1944 году, когда многие звёзды кино присутствовали на студии Fox, где небольшое количество иностранных журналистов определяли лучших за 1943 год. Благоприятный исход проведения первой церемонии предопределил дальнейшее развитие премии в качестве независимой альтернативы респектабельной премии Американской киноакадемии.
Несмотря на подразумевавшуюся независимую и непредвзятую оценку достижений кино и телевидения (в противовес премии «Оскар»), с течением времени премия «Золотой Глобус» превратилась в «индикатор Оскара». Если взять историю двух премий целиком, окажется, что больше двух третей фильмов, получивших «Оскар», до этого были награждены «Золотым Глобусом».
Спустя несколько лет после основания премии, в 1950 году, появилась категория «Лучший неанглоязычный фильм» — первым её победителем стал итальянский фильм «Похитители велосипедов» режиссёра Витторио Де Сика.
В 1952 году было принято принципиальное разграничение кинокартин в категории «Лучший фильм года» на драматические и комедии и/или мюзиклы. Подобное разграничение коснулось также номинаций «Лучшая мужская роль» и «Лучшая женская роль».
С 1956 года «Золотой глобус» вручается по разным номинациям за работу и на телевидении.
Первая телетрансляция церемонии произошла в 1958 году, однако до 1963 года включительно свидетелями награждения могли стать только телезрители Лос-Анджелеса.
Первое официальное вручение «Золотого глобуса» проводилось в 1954 году на студии 20th Century Fox. После этого премия приобрела статус ежегодной, а церемония её вручения проводилась всё следующее десятилетие в разных местах. Примерно в это же время Голливудская ассоциация иностранной прессы приняла решение учредить специальную награду, которая являлась бы символом признания крупного вклада в киноиндустрию. В частности, такую награду получил Уолт Дисней.
Обычно церемония награждения проводилась журналистами, входящими в вышеупомянутую ассоциацию. Тем не менее в 1958 году Фрэнк Синатра, Дин Мартин и Сэмми Дэвис-младший экспромтом заняли сцену. Их выступление так понравилось аудитории, что уже на следующий год им доверили проведение церемонии.
В 1963 году была введена награда «Мисс Золотой глобус». В том же году её получили Ева Сикс и Донна Дуглас, за вклад в кино и телевидение, соответственно.
В настоящее время лауреаты премии определяются путём голосования, участниками которого являются более сотни человек, входящих в Ассоциацию иностранной прессы Голливуда (организация журналистов Лос-Анджелеса, работающих на иностранные издания).
Признавая большую роль анимационных фильмов в индустрии, в начале 2006 года Голливудская ассоциация иностранной прессы объявила о своём решении ввести награду за лучший анимационный фильм. Первая такая награда была вручена на 64-й церемонии вручения Золотого глобуса в 2007 году мультфильму «Тачки».
В настоящее время церемония награждения проходит в Лос-Анджелесе (США).
В 2021 году Netflix и Amazon Studios объявили бойкот «Золотому глобусу». Компании отказались выдвигать свои фильмы и сериалы на премию из-за того, что среди 86 членов Голливудской ассоциации иностранной прессы нет темнокожих журналистов, а также из-за коррупции в рядах членов ассоциации. Бойкот поддержала Скарлетт Йоханссон, а Том Круз в знак протеста вернул ассоциации три своих «Золотых глобуса».
10 января 2022 года «Золотой глобус» прошел без прямого эфира и без традиционной церемонии. Имена лауреатов можно было узнать на сайте премии и в официальных аккаунтах в социальных сетях. Лучшим драматическим фильмом 2021 года, по мнению членов ассоциации, стал вестерн режиссера Джейн Кэмпион «Власть пса», номинированный в семи категориях и получивший три награды, а лучшим мюзиклом — «Вестсайдская история» Стивена Спилберга, который также получил три «Золотых глобуса».

## Рекорды
Актриса Мерил Стрип является рекордсменкой по числу наград — восемь побед в персональных номинациях. Второе место по этому показателю принадлежит композитору Алану Менкену, удостоенному семи наград — три награды за музыку к фильмам и четыре за песни к фильмам. Третье место занимает Джек Николсон, получивший шесть наград в актёрских категориях, а четвёртое — сразу семь человек: Фрэнсис Форд Коппола, Дастин Хоффман, Ширли Маклейн, Розалинд Расселл, Оливер Стоун, Лора Дерн и Николь Кидман. При этом Розалинд Расселл единственной удалось добиться 100 %-го результата — все пять номинаций оказались для неё победными (в то же время в активе актрисы нет ни одного «Оскара»).
Наибольшее количество номинаций (10) в 2025 году было присуждено картине «Эмилия Перес». Второе место с девятью номинациями делят «Нэшвилл» (1976) и «Барби» (2024).
В 1967 году картина «Кто боится Вирджинии Вульф?» была номинирована в семи категориях, но не смогла одержать ни одной победы. В 1991 году этот антирекорд повторил «Крёстный отец 3».
В 2017 году мюзикл Дэмьена Шазелла «Ла-Ла Ленд» забрал все 7 наград в 7 номинациях, в которых был представлен, установив новый рекорд премии по количеству наград, ранее принадлежавший фильму «Пролетая над гнездом кукушки» (6 наград из 6 номинаций). Картинам «Доктор Живаго» и «Звезда родилась» также удалось показать 100 %-й результат — фильмы были номинированы в 5 категориях и одержали победу в каждой из них.
Рекордсменом по количеству номинаций является Мерил Стрип (33), второе место занимает актёр Джек Леммон (22).

## Номинации премии «Золотой глобус»

### Полнометражные ленты
- Лучший фильм (драма) — с 1944 года
- Лучший фильм (комедия или мюзикл) — с 1952 года
- Лучший режиссёр — с 1944 года
- Лучшая мужская роль (драма) — с 1944 года
- Лучшая мужская роль (комедия или мюзикл) — с 1951 года
- Лучшая женская роль (драма) — с 1944 года
- Лучшая женская роль (комедия или мюзикл) — с 1951 года
- Лучший актёр второго плана
- Лучшая актриса второго плана
- Лучший сценарий
- Лучшая музыка к фильму
- Лучшая песня
- Лучший фильм на иностранном языке
- Лучший анимационный фильм
- Премия Сесиля Б. Де Милля

### Телевизионные работы
- Лучшая драма
- Лучшая комедия/мюзикл
- Лучший актёр сериала (драма)
- Лучший актёр сериала (комедия/мюзикл)
- Лучшая актриса сериала (драма)
- Лучшая актриса сериала (комедия/мюзикл)
- Лучший мини-сериал или фильм для TV
- Лучший актёр мини-сериала или фильма для TV
- Лучшая актриса мини-сериала или фильма для TV
- Лучший актёр второго плана сериала, мини-сериала или фильма для TV
- Лучшая актриса второго плана сериала, мини-сериала или фильма для TV